# Леонхард V фон Харах-Рорау
Леонхард V фон Харах-Рорау (на немски: Leonhard V Freiherr von Harrach zu Rohrau) от род фон Харах е фрайхер на Харах-Рорау, Долна Австрия, губернатор на Горна Австрия („Австрия об дер Енс“) и имперски посланик в Рим.

## Биография
Роден е през 1542 година. Той е син на фрайхер Леонхард IV фон Харах-Рорау (1514 – 1590) и съпругата му Барбара фон Виндиш-Грец († 1580), дъщеря на Зигфрид фон Виндиш-Грец († 1541) и Афра Грасвайн. Родът е издигнат на фрайхер през 1550 г.
Леонхард V фон Харах-Рорау е губернатор на Горна Австрия („Австрия об дер Енс“) и имперски посланик в Рим.
Леонхард V фон Харах-Рорау умира на 5 февруари 1597 г. във Виена, Хабсбургска монархия, на 55-годишна възраст. Погребан е, както баща му, в Августинската дворцова църква във Виена. След смъртта му вдовицата му Анна фон Ортенбург-Саламанка се омъжва за фрайхер Улрих Георг фон Хоендорф и е погребана в църквата Михаелис, Виена.
Леонхард V фон Харах-Рорау има общо 21 деца. Синът му Карл (1570 – 1628) става на 6 ноември 1627 г. имперски граф.

## Фамилия
Първи брак: на 8 август 1563 г. в Зигмаринген се жени за графиня Мария Якоба фон Хоенцолерн-Зигмаринген (* ок. 25 юли 1549; † 1578), дъщеря на граф Карл I фон Хоенцолерн-Феринген-Хехинген-Хайгерлох-Верщайн (1516 – 1576) и маркграфиня Анна фон Баден-Дурлах (1512 – 1580). Те имат 10 деца:
- Анна Мария Елизабет (* 1564; † 2 септември 1624, Ашпарн), омъжена I. за Фердинанд Ногарола, II. сл. 11 февруари 1590 г. за граф Зигфрид/Зайфрид Кристоф фон Бройнер цу Щюбинг († 26 август 1651)
- Регина (1567 – 1628)
- Леонхард VI (1568 – 1608), женен на 8 февруари 1587 г. за Клара Урсула Хофер цу Рендшах
- Карл I Бернхард фон Харах-Рорау (* 1570; † 16 май 1628, Прага), става граф на Харах цу Рорау на 6 ноември 1627 г., женен на 24 ноември 1591 г. в Грац за фрайин Мария Елизабет фон Шратенбах-Хагенберг (* 15 декември 1573; † 10 януари 1653, Виена)
- Мария Якобея (1571 – 1582)
- Изабела (*1572; † пр. 1591)
- Йохан (* 1573; † пр. 1591)
- Сузанна (* 1574; † пр. 1591)
- Барбара (*1575; † пр. 1591)
- Мария Елизабет Констанца (* 1576; † 18 август 1625), омъжена на 19 ноември 1595 г. във Виена за фрайхер Ханс Бройнер фон Щюбинг (* 1570; † 3 октомври 1633)

Втори брак: на 15 септември 1578 г. се жени за графиня Анна фон Ортенбург-Саламанка († 1602), дъщеря на граф Фердинанд де Саламнка фон Ортенбург († 1570) и фрайин Ева Хофман цу Грюмпих и Щрехау. Тя е вдовица на фрайхер Георг Улрих фон Хоензакс († сл. 1600/1601), син на фрайхер Йохан Албрехт I фон Хоензакс († 1597/1602) и Амалия фон Флекенщайн († сл. 1606). Те имат 11 деца:
- Сузана (1580; † пр. 1601)
- Бертхолд (1582 – 1593)
- Юстина (* 1583; † пр. 1601)
- Фердинанд (* 1584; † пр. 1601)
- Поликсена (1585 – 1591)
- Елеонора (1586; † декември 1645), омъжена за граф Йохан Ернст фон и цу Шпринценщайн (* ок. 1570; † 2 ноември 1639)
- Фердинанд (* 1588; † пр. 1611)
- Барбара (1589 – 1634), омъжена на 21 декември 1622 г. за граф Георг Зигмунд Фридрих фон Залбург (* ок. 1600; † 8 май 1669)
- Анна Мария (1592 – 1642/1645)
- Лукреция (1593 – 1628)
- Рудолф (* 1595; † пр. 1611)

Вдовицата му Анна фон Ортенбург-Саламанка се омъжва втори път 1578 г. в Линц/15 септември 1578/15 октомври 1578 г. във Виена за фрайхер Георг Улрих фон Хоензакс († сл. 1600/1601), син на фрайхер Йохан Албрехт I фон Хоензакс († 1597/1602) и Амалия фон Флекенщайн († сл. 1606).